# Eduardo Arancibia Guzmán
Eduardo Arancibia Guzmán (* 19. Januar 1973 in Santiago de Chile) ist ein chilenischer Schachspieler.
Arancibia gewann zwei Mal die chilenische Meisterschaft (1994 und 2006) und nahm an den Schacholympiaden 1996, 2006 und 2010 teil. Seine höchste jemals erreichte Elo beträgt 2414 (Oktober 2005) und er trägt seit 2009 den Titel FIDE-Meister.
Arancibia ist seit 2015 FIDE-Trainer und gilt als einer der renommiertesten Trainer des Landes. Er ist Autor des 2015 erschienenen Manual de Entrenamiento, das im Auftrag des chilenischen Schachverbands Ajefech verfasst wurde und in den angeschlossenen chilenischen Vereinen als Standardwerk zur Ausbildung des Nachwuchses genutzt wird. Arancibia betreibt unter seinem Namen einen eigenen Kanal bei Youtube, auf dem er Lehrvideos veröffentlicht.

## Publikationen
Manual de Entrenamiento, Santiago de Chile o. J. - ISBN 978-956-362-021-4.